# Ochetostoma australiense
Ochetostoma australiense is een lepelworm uit de familie Thalassematidae.
De wetenschappelijke naam van de soort werd in 1960 gepubliceerd door S.J. Edmonds.